# Oscilador LC

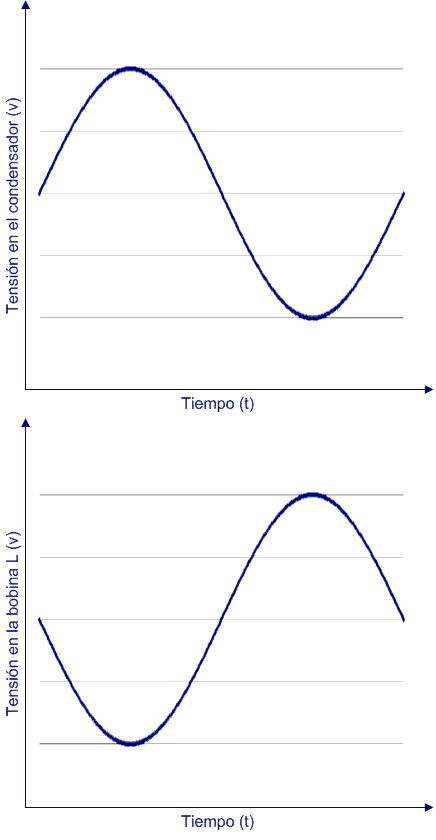
Curvas de tensão em um oscilador LC

Um oscilador LC é composto por um indutor e um capacitor em paralelo. Seu funcionamento se baseia no armazenamento de energia em forma de diferença de cargas elétricas no capacitor e em forma de campo magnético no indutor.

## Funcionamento do circuito
O capacitor, em um tempo igual a zero, oferece uma impedância próxima a zero ohms, o que permite fluir uma grande intensidade de corrente elétrica através do qual vai diminuindo até que suas placas tenham cargas elétricas positivas e negativas como permite o tamanho do mesmo e a permissividade elétrica do isolante que tem entre as placas do capacitor.
Num instante o capacitor funciona como um isolante, já que não pode permitir a passagem de corrente, e se cria um campo elétrico entre as duas placas, que cria a força necessária para manter armazenadas as cargas elétricas positivas e negativas, em suas respectivas placas.
Por outra parte, num tempo igual a zero o indutor possui uma impedância quase infinita, que não permite o fluxo de corrente através dele e, a medida que passa o tempo, a corrente começa a fluir, criando-se então um campo magnético proporcional a magnitude da mesma. Passado um tempo, o indutor atua praticamente como um condutor elétrico, pelo que a sua impedância tende a zero.
Por estar o capacitor e o indutor em paralelo, a energia armazenada pelo campo elétrico do capacitor (em formas de cargas eletrostáticas), é absorvida pelo indutor, que armazena em seu campo magnético, porém a continuação é absorvida e armazenada pelo capacitor, para novamente ser absorvido pelo indutor, e assim sucessivamente.
Isto cria um vai e vem de corrente entre o capacitor e o indutor. Este vai e vem constituem uma oscilação eletromagnética, no qual o campo elétrico e o magnético são perpendiculares entre si, o que significa que nunca existe os dois ao mesmo tempo, já que quando o campo elétrico está no capacitor não existe campo magnético no indutor, e vice-versa.

## Frequência de oscilação
A característica deste tipo de circuito, também conhecido como circuito tanque LC, é que a velocidade com que flui e regressa a corrente desde o capacitor e o indutor ou vice-versa, se produz com uma frequência (F) própria, denominada frequência de ressonância, que depende dos valores do capacitor (C), e vem dada pela seguinte fórmula:
{\displaystyle F={\frac {1}{2\cdot \pi {\sqrt {L\cdot C}}}}}
onde:
{\displaystyle F} se mede em Hertz, {\displaystyle C} em Farads e {\displaystyle L} em Henrys.